# Blooddrunk (chanson)
 (octobre 2024).
La mise en forme du texte ne suit pas les recommandations de Wikipédia : il faut le « wikifier ».
Les points d'amélioration suivants sont les cas les plus fréquents. Le détail des points à revoir est peut-être précisé sur la page de discussion.
- Les titres sont pré-formatés par le logiciel. Ils ne sont ni en capitales, ni en gras.
- Le texte ne doit pas être écrit en capitales (les noms de famille non plus), ni en gras, ni en italique, ni en « petit »…
- Le gras n'est utilisé que pour surligner le titre de l'article dans l'introduction, une seule fois.
- L'italique est rarement utilisé : mots en langue étrangère, titres d'œuvres, noms de bateaux, etc.
- Les citations ne sont pas en italique mais en corps de texte normal. Elles sont entourées par des guillemets français : « et ».
- Les listes à puces sont à éviter, des paragraphes rédigés étant largement préférés. Les tableaux sont à réserver à la présentation de données structurées (résultats, etc.).
- Les appels de note de bas de page (petits chiffres en exposant, introduits par l'outil «  Source ») sont à placer entre la fin de phrase et le point final[comme ça].
- Les liens internes (vers d'autres articles de Wikipédia) sont à choisir avec parcimonie. Créez des liens vers des articles approfondissant le sujet. Les termes génériques sans rapport avec le sujet sont à éviter, ainsi que les répétitions de liens vers un même terme.
- Les liens externes sont à placer uniquement dans une section « Liens externes », à la fin de l'article. Ces liens sont à choisir avec parcimonie suivant les règles définies. Si un lien sert de source à l'article, son insertion dans le texte est à faire par les notes de bas de page.
- La présentation des références doit suivre les conventions bibliographiques. Il est recommandé d'utiliser les modèles {{Ouvrage}}, {{Chapitre}}, {{Article}}, {{Lien web}} et/ou {{Bibliographie}}. Le mode d'édition visuel peut mettre en forme automatiquement les références.
- Insérer une infobox (cadre d'informations à droite) n'est pas obligatoire pour parachever la mise en page.

Pour une aide détaillée, merci de consulter Aide:Wikification.
Si vous pensez que ces points ont été résolus, vous pouvez retirer ce bandeau et améliorer la mise en forme d'un autre article.
Singles de Children Of Bodom
Tie My Rope (2007) Hellhounds on My Trail (2008)
Blooddrunk est un single du groupe de death metal mélodique finlandais Children of Bodom sorti en 2008. Il est tiré de l'album Blooddrunk, sorti la même année. Les paroles se concentrent sur le thème des « comportements autodestructeurs » et sur la dépendance à l'automutilation. Entièrement écrite par le leader de Children of Bodom, Alexi Laiho, la chanson reçoit un bon accueil critique.
Le clip qui l'accompagne est tourné dans une ancienne caserne nazie à Krampnitz, près de Berlin. Il est réalisé par Sandra Marschner et produit par Katapult Filmproduktion. Il se déroule dans une ville fantôme complètement désertée que Laiho décrit comme étant « un endroit vraiment terrifiant ». Blooddrunk débute à la première place des charts finlandais à sa sortie et reste dans le top vingt des charts finlandais pendant six semaines.

## Origines
Selon Alexi Laiho, le leader de Children of Bodom, Blooddrunk parle de « comportements autodestructeurs » et de « besoin irrépressible de faire couler son propre sang ». Laiho estime qu'il s'est mutilé « plus que jamais » sur une période de deux ans (entre 2005 et 2007) et est arrivé à la conclusion qu'il était « accro à la douleur ». Pendant des interviews au sujet du morceau, Laiho fait référence à ses auto-mutilations passées,. Cependant, Laiho note que la chanson ne parle pas « forcément uniquement de scarification, mais aussi d'autres choses que l'on se fait à soi-même sans savoir pourquoi ».
Un intervieweur commente que l'expression « blood drunk » (ivre de sang) apparaît dans le film 300 de 2007, bien que Laiho déclare l'avoir entendue avant de regarder le film. « Je pense que c'est juste une expression et que ça convient bien », observe Laiho.

## Structure
Blooddrunk dure 4 minutes et 5 secondes. Le morceau s'ouvre sur une ligne de clavier, décrite par le critique d'IGN Jim Kaz comme une «fioriture gothique ». Le morceau « dégénère » ensuite en un ensemble de riffs « musclés »,, riffs que Kaz décrit comme « frénétiques ». Le morceau passe ensuite au refrain, que le critique de PopMatters Adrien Begrand décrit comme « efficace ». Begrand commente également que les riffs de Blooddrunk sont « saccadés ».
Le claviériste du groupe Janne Wirman note que Blooddrunk est la première chanson depuis le premier album du groupe (Something Wild de 1997) à comporter des triolets, et estime que le morceau est « une bouffée d'air frais ».

## Clip vidéo
En décembre 2007, Children of Bodom se rend à Berlin, en Allemagne, afin de filmer deux clips - pour les chansons Blooddrunk et Hellhounds On My Trail respectivement - pour promouvoir leur sixième album Blooddrunk. Les deux vidéos sont réalisées par Sandra Marschner, et produites par Katapult Filmproduktion. Le clip de Blooddrunk est filmé dans l'ancienne caserne nazie de Krampnitz, près de Berlin, une zone où l'armée russe stationnait avant la réunification de l'Allemagne.
Le clip se déroule dans une ville fantôme totalement abandonnée, que Laiho comme « un environnement vraiment effrayant ». Laiho ajoute que « personne n'y a vécu depuis des années ».
Le 18 février, le clip sort sur Internet et passe à la télévision finlandaise.

## Réception critique
Blooddrunk sort le 27 février 2008 et est distribué par Spinefarm Records en Finlande. Lors de sa première semaine de sortie, le single débute à la première place du classement des singles finlandais. Blooddrunk garde cette position pendant une semaine et reste dans le top vingt du classement des singles finlandais pendant les six semaines qui suivent sa sortie. Le 3 mars, le single sort dans le reste de l'Europe. Le même jour, What Records publie trois versions en édition limitée du single au Royaume-Uni : une version en CD, une version en vinyle 45 tours et une version en vinyle 33 tours. La version CD du single comprend une reprise de « Rebel Yell » de Billy Idol et le clip de Blooddrunk. Seulement 1 000 exemplaires de la version vinyle 45 tours sont produits. Elle inclut une reprise de Lookin' Out My Back Door de Creedence Clearwater Revival en face B. Seulement 666 exemplaires numérotés et 1 000 exemplaires au total du single en vinyle 33 tours sont produits. Une reprise de No Command de Stone est comprise dans la face B, et toutes les copies achetées sont accompagnées d'un autocollant.
Blooddrunk est plutôt bien reçu par la critique. Le critique de PopMatters Adrien Begrand estime que le morceau allait « certainement devenir un des favoris des fans en concert ».

## Formats et listes de pistes
| CD Single normal                            | CD Single normal                                                        |                                                                         |                                                                         |                                                                         |                                                                         |                                                                         |                                                                         |                                                                         |                                                                         |                                                                         |                                                                         |                                                                         |
| ------------------------------------------- | ----------------------------------------------------------------------- | ----------------------------------------------------------------------- | ----------------------------------------------------------------------- | ----------------------------------------------------------------------- | ----------------------------------------------------------------------- | ----------------------------------------------------------------------- | ----------------------------------------------------------------------- | ----------------------------------------------------------------------- | ----------------------------------------------------------------------- | ----------------------------------------------------------------------- | ----------------------------------------------------------------------- | ----------------------------------------------------------------------- |
| No.                                         | Titre Durée                                                             | Titre Durée                                                             | Titre Durée                                                             | Titre Durée                                                             | Titre Durée                                                             | Titre Durée                                                             | Titre Durée                                                             | Titre Durée                                                             | Titre Durée                                                             | Titre Durée                                                             | Titre Durée                                                             | Titre Durée                                                             |
| 1.                                          | Blooddrunk 4:05                                                         | Blooddrunk 4:05                                                         | Blooddrunk 4:05                                                         | Blooddrunk 4:05                                                         | Blooddrunk 4:05                                                         | Blooddrunk 4:05                                                         | Blooddrunk 4:05                                                         | Blooddrunk 4:05                                                         | Blooddrunk 4:05                                                         | Blooddrunk 4:05                                                         | Blooddrunk 4:05                                                         | Blooddrunk 4:05                                                         |
| 2.                                          | Lookin' Out My Back Door (reprise de Creedence Clearwater Revival) 2:08 | Lookin' Out My Back Door (reprise de Creedence Clearwater Revival) 2:08 | Lookin' Out My Back Door (reprise de Creedence Clearwater Revival) 2:08 | Lookin' Out My Back Door (reprise de Creedence Clearwater Revival) 2:08 | Lookin' Out My Back Door (reprise de Creedence Clearwater Revival) 2:08 | Lookin' Out My Back Door (reprise de Creedence Clearwater Revival) 2:08 | Lookin' Out My Back Door (reprise de Creedence Clearwater Revival) 2:08 | Lookin' Out My Back Door (reprise de Creedence Clearwater Revival) 2:08 | Lookin' Out My Back Door (reprise de Creedence Clearwater Revival) 2:08 | Lookin' Out My Back Door (reprise de Creedence Clearwater Revival) 2:08 | Lookin' Out My Back Door (reprise de Creedence Clearwater Revival) 2:08 | Lookin' Out My Back Door (reprise de Creedence Clearwater Revival) 2:08 |
| Version CD Speciale Royaume-Uni             |                                                                         |                                                                         |                                                                         |                                                                         |                                                                         |                                                                         |                                                                         |                                                                         |                                                                         |                                                                         |                                                                         |                                                                         |
| No.                                         | Titre Durée                                                             | Titre Durée                                                             | Titre Durée                                                             | Titre Durée                                                             | Titre Durée                                                             | Titre Durée                                                             | Titre Durée                                                             | Titre Durée                                                             | Titre Durée                                                             | Titre Durée                                                             | Titre Durée                                                             | Titre Durée                                                             |
| 1.                                          | Blooddrunk 4:05                                                         | Blooddrunk 4:05                                                         | Blooddrunk 4:05                                                         | Blooddrunk 4:05                                                         | Blooddrunk 4:05                                                         | Blooddrunk 4:05                                                         | Blooddrunk 4:05                                                         | Blooddrunk 4:05                                                         | Blooddrunk 4:05                                                         | Blooddrunk 4:05                                                         | Blooddrunk 4:05                                                         | Blooddrunk 4:05                                                         |
| 2.                                          | Rebel Yell (reprise de Billy Idol) 4:12                                 | Rebel Yell (reprise de Billy Idol) 4:12                                 | Rebel Yell (reprise de Billy Idol) 4:12                                 | Rebel Yell (reprise de Billy Idol) 4:12                                 | Rebel Yell (reprise de Billy Idol) 4:12                                 | Rebel Yell (reprise de Billy Idol) 4:12                                 | Rebel Yell (reprise de Billy Idol) 4:12                                 | Rebel Yell (reprise de Billy Idol) 4:12                                 | Rebel Yell (reprise de Billy Idol) 4:12                                 | Rebel Yell (reprise de Billy Idol) 4:12                                 | Rebel Yell (reprise de Billy Idol) 4:12                                 | Rebel Yell (reprise de Billy Idol) 4:12                                 |
| 3.                                          | Blooddrunk (Clip video)                                                 | Blooddrunk (Clip video)                                                 | Blooddrunk (Clip video)                                                 | Blooddrunk (Clip video)                                                 | Blooddrunk (Clip video)                                                 | Blooddrunk (Clip video)                                                 | Blooddrunk (Clip video)                                                 | Blooddrunk (Clip video)                                                 | Blooddrunk (Clip video)                                                 | Blooddrunk (Clip video)                                                 | Blooddrunk (Clip video)                                                 | Blooddrunk (Clip video)                                                 |
| Vinyle 45 tours édition limitée Royaume-Uni |                                                                         |                                                                         |                                                                         |                                                                         |                                                                         |                                                                         |                                                                         |                                                                         |                                                                         |                                                                         |                                                                         |                                                                         |
| No.                                         | Titre Durée                                                             | Titre Durée                                                             | Titre Durée                                                             | Titre Durée                                                             | Titre Durée                                                             | Titre Durée                                                             | Titre Durée                                                             | Titre Durée                                                             | Titre Durée                                                             | Titre Durée                                                             | Titre Durée                                                             | Titre Durée                                                             |
| 1.                                          | Blooddrunk 4:05                                                         | Blooddrunk 4:05                                                         | Blooddrunk 4:05                                                         | Blooddrunk 4:05                                                         | Blooddrunk 4:05                                                         | Blooddrunk 4:05                                                         | Blooddrunk 4:05                                                         | Blooddrunk 4:05                                                         | Blooddrunk 4:05                                                         | Blooddrunk 4:05                                                         | Blooddrunk 4:05                                                         | Blooddrunk 4:05                                                         |
| 2.                                          | Lookin' Out My Back Door (reprise de Creedence Clearwater Revival) 2:08 | Lookin' Out My Back Door (reprise de Creedence Clearwater Revival) 2:08 | Lookin' Out My Back Door (reprise de Creedence Clearwater Revival) 2:08 | Lookin' Out My Back Door (reprise de Creedence Clearwater Revival) 2:08 | Lookin' Out My Back Door (reprise de Creedence Clearwater Revival) 2:08 | Lookin' Out My Back Door (reprise de Creedence Clearwater Revival) 2:08 | Lookin' Out My Back Door (reprise de Creedence Clearwater Revival) 2:08 | Lookin' Out My Back Door (reprise de Creedence Clearwater Revival) 2:08 | Lookin' Out My Back Door (reprise de Creedence Clearwater Revival) 2:08 | Lookin' Out My Back Door (reprise de Creedence Clearwater Revival) 2:08 | Lookin' Out My Back Door (reprise de Creedence Clearwater Revival) 2:08 | Lookin' Out My Back Door (reprise de Creedence Clearwater Revival) 2:08 |
| Vinyle 33 tours édition limitée Royaume-Uni |                                                                         |                                                                         |                                                                         |                                                                         |                                                                         |                                                                         |                                                                         |                                                                         |                                                                         |                                                                         |                                                                         |                                                                         |
| No.                                         | Titre Durée                                                             | Titre Durée                                                             | Titre Durée                                                             | Titre Durée                                                             | Titre Durée                                                             | Titre Durée                                                             | Titre Durée                                                             | Titre Durée                                                             | Titre Durée                                                             | Titre Durée                                                             | Titre Durée                                                             | Titre Durée                                                             |
| 1.                                          | Blooddrunk 4:05                                                         | Blooddrunk 4:05                                                         | Blooddrunk 4:05                                                         | Blooddrunk 4:05                                                         | Blooddrunk 4:05                                                         | Blooddrunk 4:05                                                         | Blooddrunk 4:05                                                         | Blooddrunk 4:05                                                         | Blooddrunk 4:05                                                         | Blooddrunk 4:05                                                         | Blooddrunk 4:05                                                         | Blooddrunk 4:05                                                         |
| 2.                                          | No Commands (reprise de Stone) 4:46                                     | No Commands (reprise de Stone) 4:46                                     | No Commands (reprise de Stone) 4:46                                     | No Commands (reprise de Stone) 4:46                                     | No Commands (reprise de Stone) 4:46                                     | No Commands (reprise de Stone) 4:46                                     | No Commands (reprise de Stone) 4:46                                     | No Commands (reprise de Stone) 4:46                                     | No Commands (reprise de Stone) 4:46                                     | No Commands (reprise de Stone) 4:46                                     | No Commands (reprise de Stone) 4:46                                     | No Commands (reprise de Stone) 4:46                                     |

## Dates de sortie
| Région   | Date            |
| -------- | --------------- |
| Finlande | 27 février 2008 |
| Europe   | 3 mars 2008     |